# Kiesha Leggs
Kiesha Leggs est une joueuse de volley-ball américaine née le 26 avril 1990 à Stockton (Californie). Elle mesure 1,86 m et joue au poste de centrale.

## Clubs
| Club                  | De        | À         |
| --------------------- | --------- | --------- |
| University Pittsburgh | 2006-2007 | 2011-2012 |
| Tiboni Urbino         | 2012-2013 | 2014-2015 |
| PTPS Piła             | 2015-2016 | 2015-2016 |
| Chieri '76 Volleyball | 2016-2017 | -         |